# (655) Briseida
(655) Briseida es un asteroide perteneciente al cinturón de asteroides descubierto por Joel Hastings Metcalf desde el observatorio de Taunton, Estados Unidos, el 4 de noviembre de 1907.

## Designación y nombre
Briseida recibió al principio la designación de 1907 BF.
Más tarde se nombró por Briseida, un personaje de la mitología griega.

## Características orbitales
Briseida orbita a una distancia media del Sol de 2,99 ua, pudiendo alejarse hasta 3,251 ua. Su excentricidad es 0,08724 y la inclinación orbital 6,497°. Emplea 1889 días en completar una órbita alrededor del Sol.